# Perdita trimaculata
Perdita trimaculata är en biart som beskrevs av Timberlake 1960. Perdita trimaculata ingår i släktet Perdita och familjen grävbin. Inga underarter finns listade i Catalogue of Life.